# Abraham (prénom)
Pour les articles homonymes, voir Abraham (homonymie) et Abe.
Cette page présente le prénom Abraham ainsi que ses variantes.
Abraham (en hébreu : אַבְרָהָם /av.ra.'ham/, en arabe : إبراهيم /ib.ra.'him/) est un prénom masculin d'origine hébraïque qui fait référence au patriarche biblique Abraham, personnage central de la Torah et révéré par les trois monothéismes dits « abrahamiques ».
Le Livre de la Genèse (17:5), où son nom apparait pour la première fois, explique qu'il l'a reçu de Dieu lui-même et qu'il signifie « père d'une multitude [de nations] ». Il est le seul personnage à porter ce nom dans la Bible mais celui-ci sera décliné dans de nombreuses langues et le prénom est porté par de nombreuses personnalités jusqu'à nos jours.

## Étymologie
L'étymologie du nom n'est pas tranchée. Le récit de la Genèse (17:5) offre concernant le nom d'« Abraham » une explication étymologique populaire qui reste largement répandue, selon laquelle il signifie « père d’une multitude [de nations] » mais qui n'en est pas moins inexacte. L'origine du nom original du patriarche biblique, « Abram » (אַבְָרם), est, pour sa première partie (ab-) une racine sémitique bien établie signifiant « père » et, pour sa seconde (-ram), soit dérivée de l'akkadien ra’âmu (« aimer ») ou du sémitique occidental rwm (« être élevé »).
Le nom peut dès lors avoir signifié, suivant la première possibilité, « Il aimait le père » ou « le père aime » ou, suivant la seconde, peut-être plus convaincante, « il s'est élevé par rapport au père » marquant un lignage distingué. Un autre sens proposé habituellement par les exégètes est le « père [c'est-à-dire la divinité] est élevé », et « père exalté [ou haut] » ou « exalté par le père » sont également possibles. Quoi qu'il en soit, le nom « Abram », s'il n'est présent qu'une soixantaine de fois, dans quatre passages de la Torah - de la Genèse 11:26 à 17:5, le Livre de Néhémie 9:7 et le Premier livre des Chroniques
1:26 -, semble avoir été relativement populaire dans le Proche-Orient antique depuis le deuxième millénaire avant notre ère.
A contrario, on rencontre le nom « Abraham » - dont on ne connait pas de dérivatif en hébreu - à d'innombrables reprises dans la Bible, concernant exclusivement le patriarche, et une partie de la recherche s'accorde pour considérer qu'il soit en fait une simple variante dialectale d'« Abram » par ajout du h aux racines verbales, un phénomène connu en araméen et dans d'autres langues. Il est également possible que les noms de deux ancêtres différents aient été fusionnés par les rédacteurs bibliques et que le nom « Abraham » ait été privilégié pour précisément distinguer le patriarche hébreu d'avec les multiples « Abram ».

## Usage du prénom
De nombreuses personnalités ont porté ce prénom, comme le président des États-Unis d'Amérique Abraham Lincoln (1809–1865), surnommé « Honest Abe », le peintre néerlandais Abraham Bruegel (1631-1690), le banquier allemand Abraham Oppenheim (1804-1878), le savant et polygraphe andalou Abraham ibn Dawd Halevi (XIIe siècle), etc.
De nombreux saints chrétiens comme l'ermite Abraham de Cyrrhus (Ve siècle) ont aussi porté le prénom et le patriarche Abraham est lui-même fêté comme saint par les églises chrétiennes le 9 octobre. Enfin, on retrouve également chez différents personnages de fiction comme Abraham Van Helsing du Dracula d'Abraham « Bram » Stoker ou encore Abraham Simpson, personnage de la série télévisée Les Simpson.
Son équivalent arabe « Ibrahim » est fréquent dans le monde musulman.

### Personnalités portant le prénom
- Pour l'ensemble des articles sur les personnes portant ce prénom, consulter :
  - la liste des articles dont le titre commence par ce prénom
  - les listes produites par Wikidata : Liste des personnes de prénom « Abraham » — même liste en incluant les éventuels prénoms composés qui contiennent « Abraham ».

## Variantes linguistiques

### Autres langues
- arabe : إبراهيم (Ibrāhīm)
- espéranto : Abrahamo
- estonien : Aabraham
- farsi : ابراهیم
- grec : Αβραάμ
- hébreu : אברהם (Abrāhām)
- hongrois : Ábrahám
- italien : Abramo
- kurde : Îbrahîm
- occitan : Abram
- poitevin : Abran
- portugais : Abraão
- roumain : Avraam, Avram
- russe : Авраам
- sanscrit : a brahman
- serbe : Абрахам
- slovaque : Abrahám
- tamoul : ஆபிரகாம்
- tchèque : Abrahám
- turc : İbrahim
- yiddish : אברהם

### Diminutifs
- En français, on trouve la variante Abram et le diminutif Avi[7].
- En anglais, le diminutif est Abe, ou Bram comme Bram Stoker, écrivain irlandais connu notamment pour son roman Dracula.